# Рифеншталь (фильм)
Рифеншталь (нем. Riefenstahl) — немецкий документальный фильм режиссёра Андреса Файеля и продюсера Сандры Майшбергер о немецком режиссёре Лени Рифеншталь. Премьера фильма состоялась 29 августа 2024 года на Венецианском кинофестивале, а в прокате в Германии он вышел 31 октября 2024 года.
Лени Рифеншталь несколько раз была отмечена наградами Венецианского кинофестиваля. В 1932 году она была награждена серебряной медалью за фильм «Голубой свет», в 1934 году — золотой медалью за фильм «Триумф воли», а в 1938 году — золотой медалью Кубка Муссолини за лучший иностранный фильм за фильм «Олимпия».

## Фильм

### Предыстория
Сандра Майшбергер взяла интервью у кинорежиссёра Лени Рифеншталь в 2002 году по случаю столетия со дня её рождения. Режиссёром интервью стал Ханс-Юрген Паниц, получивший в 1993 году премию «Эмми» за документальный фильм «Удивительная и ужасная жизнь Лени Рифеншталь». Интервью Сандры с Лени транслировалось одновременно в Германии и Франции на канале Arte 15 августа 2002 года под заголовком «Сандра Майшбергер встречает Лени Рифеншталь». Позже Майшбергер прокомментировала интервью: «В середине я подумала, что она лжёт» и «Мне не удалось ничего из неё вытянуть. И я подумала, что это не могло быть так». Затем она более глубоко изучила жизнь Рифеншталь, и, как она рассказала газете Der Tagesspiegel, у неё родилась идея снять документальный фильм.
В 2016 году наследники Рифеншталь передали её имущество, хранившееся в беспорядке и включавшее 7000 коробок со сценариями, письмами, заметками, отрывками из фильмов, фотографиями, частными записями на плёнку Super 8, кассетами с телефонными записями и различными черновиками её мемуаров,  Фонду прусского культурного наследия. Майшбергер предоставила фонду тщательную инвентаризацию имущества, проведённую экспертами. Взамен она получила разрешение использовать материал для создания документального фильма. В 2018 году к проекту присоединился режиссёр-документалист Андрес Файель со своей командой редакторов, которые с самого начала занимались визуализацией материала, и оператором Тоби Корнишем.
Режиссёр заполнила пробелы в автопортрете Рифеншталь дополнительными источниками. Например, утверждение Рифеншталь о том, что она никогда не читала «Майн кампф» Адольфа Гитлера, было опровергнуто интервью, опубликованным в британской газете Daily Express в апреле 1934 года, в котором она заявила, что купила экземпляр книги в книжном магазине по дороге на съёмки фильма «Голубой свет». Она сказала британскому таблоиду: «Брала книгу с собой. В каждом перерыве в съёмках. В поезде. На воде. В лесу. После первой страницы я уже убеждённый национал-социалист». Это интервью не вошло в коллекцию, собранную и сохранённую её семьёй, но всё ещё было доступно в архиве газеты в Англии.

### Производство
Фильм был спродюсирован Сандрой Майшбергер и её продюсерской компанией Vincent Productions в сотрудничестве с WDR, SWR, NDR, BR и rbb. Производство финансировалось Film- und Medienstiftung NRW, Medienboard Berlin-Brandenburg, Filmförderungsanstalt, Уполномоченным федерального правительства по культуре и средствам массовой информации и Deutsches Filmorchester Babelsberg.
В монтаже фильма приняли участие Штефан Крумбигель и Олаф Фойгтлендер, с которыми Файель уже работал над своим документальным фильмом о Йозефе Бойсе, а также Альфредо Кастро. Документальный фильм монтировался в течение восемнадцати месяцев. За операторскую работу отвечал Тоби Корниш, как и за документальный фильм о Йозефе Бойсе.
Музыку к фильму написала Фрейя Арде, которой удалось записать композиции с Немецким кинооркестром Бабельсберга.
В интервью Файель сказал, что документальный фильм предупреждает о росте крайне правых сил в современном мире. Файель отметил, что «в последнем телефонном разговоре Лени в фильме она говорит, что Германии понадобится одно или два поколения, чтобы заново обрести свою роль с точки зрения морали, добродетели и порядка. Это не так уж далеко от Дональда Трампа и того, что он говорит об иммигрантах, портящих американскую кровь. Это был мрачно-пророческий разговор».

## Показ
Фильм впервые был показан на Венецианском кинофестивале 29 августа 2024 года. Премьера в немецких кинотеатрах состоялась 31 октября 2024 года.
В Северной Америке премьера состоялась на кинофестивале в Теллурайде, в городе в глубине штата Колорадо, где Рифеншталь получила почётный приз на первом фестивале в 1974 году.

### Критика
Немецкий киножурналист Дитер Освальд написал на портале Programmkino.de: «Тщательно составленный и захватывающий пазл противоречивой биографии. „Визионер? Манипулятор? Лжец?“ — программно спрашивает постер. Как всегда, Файель мудро оставляет ответы на усмотрение аудитории. Веха в биографическом кинопроизводстве. В то же время, важный образовательный фильм о силе образов — всегда актуальный в эпоху искусственного интеллекта».
Американский журнал The Hollywood Reporter писал: «Новый документальный фильм Андреса Файеля — психологический портрет печально известного режиссёра „Олимпии“ и „Триумфа воли“, показывающий „ужасную соблазнительную силу“ фашизма».
Йенс Хинрихсен из журнала Monopol пишет в своей подробной рецензии на фильм, что он в очередной раз разрушает миф об аполитичности и переносит проблему его эстетики в современность. Фильм не рассматривает главную героиню с «безопасного расстояния», а вместо этого переносит её в настоящее время. Выбранный материал часто служит зеркалом текущих событий. «По сути, Рифеншталь имеет дело с извращённой концепцией красоты, которая скрывает другую сторону прекрасного, высшего и победоносного — якобы недостойное, больное, слабое, а также чуждое». Подводя итог, Хинрихсен утверждает, что в её работах, прославляющих культ идеального тела, особенно в фильме «Олимпия», можно провести параллели с фильтрами Instagram, бьюти-манией и бодишеймингом. «Лени Рифеншталь, возможно, не безгрешна в том, что красота откололась от триады истины, прекрасного и доброго».
Оуэн Глейберман из американского журнала Variety написал, что документальный фильм «представляет больше доказательств, чем мы видели до сих пор, что Рифеншталь была частью режима. Однако доказательства остаются косвенными».
Ксан Брукс, кинокритик британской газеты The Guardian, пишет, что Лени Рифеншталь возвращается на фестиваль в качестве звезды «необычайно глубокого документального фильма» Андреса Файеля.
«Именно здесь, в Венеции, её карьера достигла пика, прежде чем скатиться в ад. Фильм показывает эту историю и то, как Рифеншталь пыталась, но не смогла спасти свою репутацию». Фильм признаёт её роль первопроходца: «амбициозная художница в индустрии, где доминируют мужчины, чей поэтический взгляд и технический талант перевернули сферу искусства с ног на голову […] Но фильм также показывает, каким образом её творчество неразрывно связано с нацизмом — полно им, определено им — которое никогда не может рассматриваться изолированно как невинное и безупречное».
Томас Шульце с кинопортала Spot приходит к выводу, что «слепота Лени Рифеншталь, как ясно показывает фильм Андреса Файеля, — это слепота целой страны, которая не хочет брать на себя ответственность, не хочет извлекать уроки из случившегося, предпочитает отворачиваться и отрицать, тем самым открывая дверь новому взгляду на пропасть, которая, как считалось, уже преодолена».